# Alexandrium minutum
Espèce
Alexandrium minutum  est un organisme vivant unicellulaire nucléé, appartenant au groupe des Dinophytes. 
Cette espèce peut proliférer dans certaines zones, comme c'est le cas en certains points du littoral breton depuis 1988. La consommation de mollusques contaminés par Alexandrium minutum peut entraîner chez l'Homme des troubles paralytiques, avec engourdissement de la bouche, des doigts et des picotements de la langue, mais n'est pas mortelle. Lorsque sa concentration est trop importante, l'été, le ramassage des filtreurs susceptibles d'être contaminés, et leur vente, sont interdits.